# Geokrety
GeoKrety (uit Oudgrieks: gē, "aarde" en Pools: krety, "mollen") is een online tracking service bedoeld voor Geocachers. Elk geregistreerd object, genoemd als Geokret (meervoud: GeoKrety), heeft een unieke tracking code, waardoor verplaatsingen tussen locaties zoals Geocaches kunnen worden gevolgd en geregistreerd op de service.